# Mac OS X Leopard
是蘋果為Mac產品所製作的作業系統的第六個版本，也是前代作業系統的繼承者。最早於2007年10月26日發行，以兩種版本：以個人電腦為訴求的桌上型電腦版本，以及伺服器版本——。蘋果提供減價升級版或者內含升級版給介於2007年10月1日到2007年12月29日購買新蘋果電腦，且新電腦未預裝的用戶。
根據蘋果的說法，包含了超過300種更新與加強功能，含括核心操作系统元件，以及應用程式與開發工具。引進了顯著大修過的桌面，包括重新設計的，改進過的，新功能、半透明選單條，以及內含最初於使用的。其它主要的特點在包含支援64位元應用程式、可自動備份的時光機、搜尋可橫跨多台機器，以及原來只在一部分機型才有的與。
蘋果錯過了蘋果執行長史提夫·賈伯斯所公告的推出時間。當第一次於2005年6月提出，賈伯斯說蘋果將在2006年底或2007年初推出。 一年後，更改成「2007年春天」，然而在2007年4月12日蘋果公告因的開發因素，將延後至10月推出。
在2006年的 WWDC 對軟體設計師做第一次發表，而已在2007年10月26日上市，以 129 美元、129 歐元，或是 4390 新台幣賣出。 蘋果亦提供199美元的五人授權“家庭版”，116美元的學生版（皆含稅）。 凡於2007年10月1日至12月29日購買可以9.95美元的代價購買升級。

## 新增與改進的功能

### 終端使用者功能
蘋果宣稱 Mac OS v10.5 Leopard 有 300+ 功能，包括：
- 回到我的 Mac，一個可讓 .Mac 使用者在外可以透過網路存取家裡電腦的檔案的功能。
- 內建Boot Camp。它是一種軟體助理，自2006年4月5日開始即可在蘋果網站上以對 Mac OS X v10.4 的測試版形式下載。[9] 它可讓 Windows XP 或 Windows Vista得以以分區方式（或不同內建硬碟方式）安裝在 Intel 核心的 Mac 上。
- Dashboard加強版，包含了 Webclip — 一個可讓使用者將 Safari 顯示的網頁裡任何部分轉換成 Dashboard 的 widget，而 Dashcode 幫助軟體開發人員編寫 widget 代碼。[10]
- 新桌面，包括了重新設計的 3D Dock 與新的堆栈功能 Stacks。

新 Dock，顯示部分的 Stacks。

- 字典現在可同時搜尋 維基百科，與內建完整蘋果術語的字典。此外亦包含了由小學館所提供的日語 200,000 個新字、25,000 個片語。[11][12]
- 重新設計的 Finder 搭配與 iTunes 7 類似的界面，包含了 Cover Flow 與來源列表的邊欄棒。
- Front Row重新設計過，現在運行的界面更像 Apple TV。
- iCal 日暦分享與群組行程，現在可以與來自於 Mail 的事件邀請做同步的整合。[13] 它的圖示即使在未開啟程式下也可以顯示現在的日期，在過去的版本圖示在程式未開啟時只會顯示7月17日。
- 改進的 iChat，包含了多重登入、隱形、動態圖示、標籤頁聊天，類似 Pidgin、Adium 與 iChat 外掛 Chax。iChat Theater讓使用者可以將 iPhoto 的圖片、Keynote 的簡報、QuickTime 的影片，與其它 Quick Look 的功能一同與視訊聊天合併。iChat Theater 背景使用類似於色键，但由於使用即時差分無光表面技術，它不需要綠色或藍色布幕在後。iChat 也改進了桌面分享，如 Apple Remote Desktop 般的功能。[5][14][15]
- Mail加強版添加了 RSS 提要、信箋樣板、便條，與待辦事項（To Do）。待辦事項由於使用系統全面性的服務，故可支援所有的應用程式。[16]
- 網路檔案分享改進版包括更多的對使用權限的個別細微控制，整合AFP、FTP 與 Samba 分享於單一控制面板，同時亦提供分享個別資料夾這個從 Mac OS 9 就不再有的功能。[17]
- 分級保護現在包括了從單純限定使用網路，到從任何地方透過遠端設定以達成家長監控的功能。[18]
- Photo Booth 加強版，加進即時過濾與藍屏技術的視頻錄製功能。
- Podcast Capture — 是一種讓使用者錄製與傳播播客的應用程式。這個功能需要對某台有裝並執行 Podcast Producer 的 Mac OS X 伺服器進行存取。
- 預覽程式增加了對、註釋、圖形、提取、搜尋、標註，與尺寸修改工具的支援。[19]
- Quick Look，一個可讓文件得以在未開啟應用程式下直接預覽的框架。[20]
- 內建 Web Clip 版的Safari 3 隨系統出貨。
- Sherlock，這個從 Mac OS 8.5 開始內建的搜尋軟體被剔除。原本功能在某程度上被 Spotlight 與 Dashboard 取代。[21]
- Spaces，一個實現多重虛擬桌面的工具（每個虛擬桌面都被稱為「空間」），允許每個使用者擁有多個桌面，可在各桌面執行不同的應用程式。[22] 使用者可管理自己所要的空間，如一個桌面工作、一個桌面娛樂，並於其間互相切換。Exposé可在Spaces上運作，可讓使用者於螢幕上撇見所有桌面的縮圖。[23]。使用者可創造並控制多達16個空間，而且應用程式間可以相互切換，綜合起來產生非常龐大的工作空間。
- Spotlight 加入額外搜尋功能如布林操作子以及在有足夠權限下搜尋其它的電腦的能力。[24]
- 時光機（Time Machine），一個自動備份的工具讓使用者可以復原被刪除或被取代為其他版本的檔案。[25]
- 輔助使用的加強：對應用程式重大的改進，包括 VoiceOver，增加對盲文、字幕與嶄新、高品質的電子合成語音。[26]

### 開發者技術
- 對64位元應用程式提供更多函式庫和框架的原生支援，允許64位元Cocoa應用程式執行。現存使用這些函式庫與框架的32位元應用程式不需透過模擬或轉譯而繼續執行。[27]
- Leopard提供Objective-C 2.0運行包。它包括新的功能像是垃圾回收。Xcode 3.0也支援這個更新的語言且其本身重新改寫過.[28]
- 新的Core Animation框架能讓開發者只需要指定「開始」和「目的」的空間就能創造出複雜的動畫效果。Core Animation的主要目標是能讓少量的程式碼就能產生出複雜的動畫。
- 蘋果從昇陽微系統的OpenSolaris把DTrace整合進來，並且加入了圖形化的介面稱為Instruments（以前稱做Xray）. DTrace提供了使用者、管理者和開發者可以用來調試作業系統和在其上執行應用程式的效能工具。[29]
- 新的Scripting Bridge可以讓程式設計者透過Python和Ruby與Cocoa 框架的互動。[30]
- Ruby on Rails包含在預設的安裝之中。
- Leopard的OpenGL堆疊已更新到2.1版，並且使用低階虛擬機（LLVM）來增加它的渦點處理速度[31]. Apple已經將LLVM整合進GCC中。但並沒有宣布有在其他作業系統的地方使用到LLVM.[32]
- 蘋果於 Graphics and Media State of the Union演說確認了許多其他功能因為Core Animation變得可行，如即時桌面、對Quartz Composer透過自訂修補程式的增強、新的PDF開發者套件、以及對QuickTime應用程式介面的增強。
- Leopard也包括了個唯讀版本、對 ZFS 檔案系統的實現。

在2006年12月中，一個Leopard的預先釋出版本似乎包含了對於Sun的ZFS支援. Sun的總裁CEO Jonathan Schwartz宣稱ZFS已經變成Leopard的檔案系統。然而，Mac OS X的資深專案行銷經理在2007年6月11日發表聲明，HFS+將會繼續使用在Leopard，而非ZFS. Apple稍後澄清Leopard只有包含「唯讀」版的ZFS支援。
- Leopard內建萬用磁碟格式（UDF）2.5版驅動程式，是透過第三方光碟機讀取高清DVD與藍光碟片的必備工具。然而內含的 DVD 播放器只能播放由DVD Studio Pro製作的高清DVD光碟。[36]
- Leopard內建實現了潛在語意對映（latent semantic mapping）框架，對分類資料（例如：校勘）相當有用。
- Leopard獲得UNIX完全相容認證。認證的意義是遵循簡單UNIX規格（Single UNIX Specification）開發的軟體可於 Leopard底下編譯並執行而不必修改任何代碼。[30] 該認證只有當Leopard於Intel處理器下執行時適用。Leopard同時移除了對古典應用程式的支援。[37]

### 安全加強
Leopard試著以多種方式改善Mac OS X的安全。新的安全功能除了避免一開始就攻擊成功外，更致力於在攻擊成功後提供更好的內部復原的工作。
函式庫隨機化
Leopard 實現了隨機地址空間分佈，顧名思義亂數化函式庫於記憶體裡的位置。過去造成竄改程式記憶體的操作系统漏洞通常倚賴於對這些函式庫例行程序的已知位址，這種情況讓駭客得以注入代碼以啟動多種執行緒或者更改檔案。
應用程式層防火牆
Leopard內建兩種防火牆引擎：原本隨早期版本Mac OS X出版BSD的IPFW，以及新的 Leopard 應用程式層防火牆。不像IPFW般於核心進行顯著的處理前攔截過濾IP資料節，應用程式層防火牆於通信協定層操作，對個別進程進行限制。應用程式層防火牆因此可針對個別應用程式進行過濾判斷。在Leopard內建兩個防火牆引擎中，只有應用程式防火牆完全開放於使用者介面。新防火牆對個別封包判斷提供較少的控制（用戶可決定允許或拒絕系統全面的或者個別應用程式的連線，但是仍必須利用IPFW詳細設定TCP/IP標頭層級策略）。預設亦為幾個系統進程預先產生策略例外：像mDNSResponder以及以超級用戶權限執行的程式都不被過濾。
沙盒
Leopard內建系統內核等級基於角色的訪問控制（RBAC）的支援。RBAC用來避免某些像Mail的應用程式對密碼資料庫進行修改的災害事件。
應用程式簽署
Leopard提供一種框架，利用公開密鑰簽署做為代碼簽署的稽核手段，來防止在某些情況下，代碼被惡意竄改。
安全訪客帳號
對Leopard系統存取的訪客可被賦予某個一旦登出即刪除其暫存資料併重設的特殊帳號。

## 系統需求
蘋果提供了要安裝 Leopard 的基本系統需求如下，雖然部分程式與動作（如iChat的背景）是需要有 Intel 處理器才可運行。
- 必須是任何的 Intel 處理器，PowerPC G5 或 G4（867 MHz 以上）。
- DVD光碟機（為了安裝作業系統）。
- 至少 512 MB 的 記憶體。
- 內附的螢幕或是連接到支援蘋果的顯示卡。
- 至少 9 GB 的硬碟可用空間。

Leopard 並不為不同型態的處理器發行不同的版本，取代做法是出版單一萬用版本可於 PowerPC 與 Intel 處理器兩者上執行。 Leopard 終止支援部分低速 G4 與所有 G3 的處理器。

## 包裝
Leopard 的零售包裝與前代產品相比比較小，使用了全像攝影，讓 "X" 有如浮在背景上的效果。

## 版本歷史
| Mac OS X 版本 | 建造編號 | 發佈日期       |
| ------------- | -------- | -------------- |
| 10.5.0        | 9A581    | 2007年10月26日 |
| 10.5.1        | 9B18     | 2007年11月15日 |
| 10.5.2        | 9C31     | 2008年2月11日  |
| 10.5.3        | 9D34     | 2008年5月28日  |
| 10.5.4        | 9E17     | 2008年6月30日  |
| 10.5.5        | 9F33     | 2008年9月15日  |
| 10.5.6        | 9G55     | 2008年12月15日 |
| 10.5.6        | 9G66     | 2009年1月      |
| 10.5.7        | 9J61     | 2009年5月12日  |
| 10.5.8        | 9L30     | 2009年8月5日   |

## 評論
Leopard 發行後，市面上出現關於新裝 Leopard 開機時「五國當機」的廣泛事件報告。 大部分這些問題歸咎於Leopard與某個非支援的增益擴充程式的不相容性，該程式名為應用程式強化器（Application Enhancer，簡稱APE），由Unsanity開發。它在許多用戶不知情情況下，以羅技公司滑鼠驅動程式部分形式隨滑鼠安靜的安裝到許多Macs上。 蘋果對此發表了一篇知識庫文獻闡述如何解決這個問題。
Leopard 附帶的安全功能被批評為不充分或者無效的，尤其是在研究組織 Heise Security 發表有關 Leopard 安裝程式對防火牆保護降級後暴露的可攻擊的服務，甚至防火牆重啟仍如此的研究報告後，該改寫過的 OS X 防火牆招致最多的批評。許多研究者指出Leopard新加的函式庫隨機化功能比起許多其他平台上的成熟產品來說沒什效果。而新的「安全訪客帳號」可被訪客濫用來保留存取該系統，即使在Leopard登出進程刪除掉這些訪客根目錄後也是如此。
雖然一般媒體對時光機資料復原邁出一步讚譽有加，它在許多出版物被批評為缺少如第三方備份軟體般的功能。根據TidBITS網路報導的功能分析，編輯 Joe Kissell 指出時光機並不產生可以啟動的備分拷貝、無法備份 Airport Disk 硬碟、無法備份 FileVault 加密過的根目錄直到用戶登出帳號。他總結該功能「相當不賴於（備份軟體）該做的事」但是他只會使用時光機於「較粗略備份策略組合」的一部分。
R.L. Prior 於 ThinkMac 部落格批評了許多 Leopard 使用者介面改進。包括透明選單棒、像書櫃般的 Dock 與新檔案夾圖示。
Anil Dash控訴蘋果自鳴得意的行為，因為當瀏覽其他電腦時，Leopard使用電腦螢幕顯示藍屏死機圖示以代表其他非蘋果廠牌電腦。他也批評這個圖示是因為使用蘋果操作系统的電腦也有可能發生藍屏死機。

## 來源
1. 1 2  蘋果公司. . 2007年10月16日  [2007-10-16]. （原始内容存档于2011-02-13）.
2. ↑  . 蘋果公司. 2007年10月16日  [2007-10-16]. （原始内容存档于2008年12月15日）.
3. ↑  . CNet. 2005年6月15日  [2007-04-12]. （原始内容存档于2019-10-18）.
4. ↑  蘋果公司.  (新闻稿). Yahoo! Finance. 2007年4月12日  [2007-04-12]. （原始内容存档于2007-04-14）.
5. 1 2  Ryan Block. . Engadget. 2006年8月7日  [2006-08-07]. （原始内容存档于2006-08-13）.
6. ↑  Simon Aughton. . PC Pro. 2007年6月12日  [2007-08-15]. （原始内容存档于2007年8月17日）.
7. ↑  .   [2007-10-26]. （原始内容存档于2007-10-22）.
8. ↑  蘋果公司. .   [2007-11-26]. （原始内容存档于2008-12-15）.
9. ↑  蘋果公司. . 蘋果公司.   [2006-04-11]. （原始内容存档于2006-06-02）.
10. ↑  蘋果公司. .   [2006-11-28]. （原始内容存档于2006-11-16）.
11. ↑  .   [2007-10-01]. （原始内容存档于2007-10-11）.
12. ↑  .   [2007-10-21]. （原始内容存档于2008-12-15）.
13. ↑  蘋果公司. .   [2007-04-23]. （原始内容存档于2007-04-07）.
14. ↑  .   [2006-08-07]. （原始内容存档于2013-07-28）.
15. ↑  蘋果公司. .   [2006-11-28]. （原始内容存档于2006-11-27）.
16. ↑  蘋果公司. .   [2006-11-28]. （原始内容存档于2006-11-27）.
17. ↑  Glenn Fleishman. . TidBITS. 2007年10月25日  [2007-10-26]. （原始内容存档于2007-10-27）.
18. ↑  蘋果公司. . 蘋果公司.   [2006-08-08]. （原始内容存档于2006-10-17）.
19. ↑  Apple Insider. .   [2007-10-04]. （原始内容存档于2007-10-03）.
20. ↑  蘋果公司. . Apple.   [2006-04-11]. （原始内容存档于2007-08-09）.
21. ↑  Think Secret. .   [2007-10-03]. （原始内容存档于2007-10-01）.
22. ↑  蘋果公司. .   [2006-11-28]. （原始内容存档于2007-07-10）.
23. ↑  . GoogleVideos. GoogleVideos. 2006  [2006-08-28]. （原始内容存档于2007-01-17）.
24. ↑  Rob Griffiths. . Macworld. 2006年8月15日  [2007-04-12]. （原始内容存档于2007-04-27）.
25. ↑  Rob Griffiths. . Computerworld Inc. 2006年8月9日  [2007-04-12]. （原始内容存档于2007年10月14日）.
26. ↑  蘋果公司. .   [2006-11-28]. （原始内容存档于2006-11-16）.
27. 1 2  蘋果公司. . Apple.   [2006-08-08]. （原始内容存档于2007-09-06）.
28. ↑  蘋果公司. . Apple.   [2006-08-07]. （原始内容存档于2007-06-29）.
29. ↑  Mike Shapiro. . $<blog. 2006年8月7日  [2006-08-08]. （原始内容存档于2006年8月13日）.
30. 1 2  . 蘋果公司.   [2007-06-11]. （原始内容存档于2007-08-23）.
31. ↑  Lattner, Chris. . LLVMdev. 2006年8月15日  [2006-08-21]. （原始内容存档于2006年11月4日）.
32. ↑  Siracusa, John. . FatBits. 2005年12月4日  [2006-08-08]. （原始内容存档于2006-06-24）.
33. ↑  World of Apple. . World of Apple. 2006年12月17日  [2006-12-17]. （原始内容存档于2007年5月16日）.
34. ↑  Schwartz, Jonathan. . sun.com. 2007年6月6日  [2007-06-06]. （原始内容存档于2007-06-07）.
35. ↑  Gonsalves, Antone. . InformationWeek.   [2007-06-12]. （原始内容存档于2007-06-14）.
36. ↑  . 蘋果公司.   [2007-12-12]. （原始内容存档于2007-12-29）.
37. ↑  . Knowledge Base. 蘋果公司. 2006年1月13日  [2007-10-25]. （原始内容存档于2007年10月25日）.
38. 1 2  Rich Mogull. . TipBits. 22 Oct 2007  [2014-12-27]. （原始内容存档于2011-06-08） （英语）.
39. ↑  .   [2007-12-20]. （原始内容存档于2008-04-18）.
40. 1 2  蘋果公司. . Apple.   [2007-10-16]. （原始内容存档于2008-03-19）.
41. ↑  arn. .   [2007-10-25]. （原始内容存档于2007-10-26）.
42. ↑  .   [2007-12-20]. （原始内容存档于2008-02-24）.
43. ↑  . 29 October 2007  [2014-12-27]. （原始内容存档于2011-06-14） （英语）.
44. ↑  .   [2007-12-20]. （原始内容存档于2008-04-18）.
45. ↑  Nicholas Kolakowski. . 2011-09-07  [2014-12-27] （英语）.[]
46. ↑  rich. .   [2014-12-27]. （原始内容存档于2020-12-05） （英语）.
47. ↑  .   [2007-12-20]. （原始内容存档于2007-12-29）.
48. ↑  Joe Kisse. . TipBITs. 28 Oct 2007  [2014-12-27]. （原始内容存档于2011-06-08） （英语）.
49. ↑  .   [2007-12-20]. （原始内容存档于2007-12-15）.
50. ↑  Andy Ihnatko. . Macworld. Oct 27, 2007  [2014-12-27]. （原始内容存档于2008-05-20） （英语）.
51. ↑  .   [2007-12-20]. （原始内容存档于2009-04-20）.
52. ↑  Anil Dash. . 2007-10-28  [2007-11-02]. （原始内容存档于2007-11-03）.

## 外部連結
- Mac OS X 10.5 網頁 （页面存档备份，存于）
- Mac OS X Server 10.5 網頁 （页面存档备份，存于）
- 300個以上的功能的列表
- 2006 WWDC 展場影片
- 2007 WWDC 展場影片
- 開盒照 （页面存档备份，存于）